# R-27 (pocisk balistyczny)
R-27 (NATO: SS-N-6 Mod 1) – radziecki pocisk balistyczny klasy SLBM o zasięgu 2400 km, przenoszony przez okręty podwodne projektu 667A oraz 667AU. Obecnie jako przestarzały nie pozostaje już na służbie, jednakże w latach 90. XX wieku pociski te trafiły do Korei Północnej, gdzie przez byłych pracowników biura SKB-385, zostały przekonstruowane na pociski wystrzeliwane z wyrzutni lądowych typu TEL

## Geneza
R-27 powstał w rezultacie prowadzonego przez biuro konstrukcyjne SKB-385 w latach sześćdziesiątych XX w. programu przeciwokretowego pocisku balistycznego. Pierwsze efekty pracy doprowadziły do przedstawienia Marynarce przez SKB-385 propozycji utworzenia systemu rakietowego opartego na małych jednostopniowych pociskach, przeznaczonych do niszczenia celów lądowych. Elementami tego noszącego nazwę D-5 systemu – obok pocisku – miały być okręty podwodne projektu 667A. 24 kwietnia 1962 roku wydano dekret autoryzujący utworzenie systemu D-5 z pociskami R-27.

## Konstrukcja
R-27 był jednostopniowym pociskiem na paliwo ciekłe, którego główny silnik był zanurzony w jego zbiorniku paliwa. Kadłub pocisku złożony był ze zbudowanych ze stopu aluminium paneli, spawanych i wytrawianych chemicznie, w celu uzyskania tekstury wafla. W celu zmniejszenia rozmiarów, pocisk został skonstruowany w założeniem maksymalnego wykorzystania wszelkich dostępnych przestrzeni w jego korpusie. Po raz pierwszy też w radzieckich pociskach SLBM zastosowano układ nawigacyjny na platformie żyro-stabilizowanej. W późniejszym czasie, ten schemat konstrukcji, stosowany był we wszystkich konstrukcjach biur SKB-385/KBM.
Pierwsze testy lądowe pocisku przeprowadzono między czerwcem 1966 roku a kwietniem 1967, testy zaś morskie przeprowadzone zostały z pokładów przystosowanych okrętów projektu 613 pomiędzy sierpniem a końcem 1967 roku, trzy testy przeprowadzono także z pokładu okrętu K-137 projektu 667A, po czym 13 marca 1968 roku pocisk przyjęto do służby.